# Lois Moran
Lois Moran, nata Lois Darlington Dowlin (Pittsburgh, 1º marzo 1909 – Sedona, 13 luglio 1990), è stata un'attrice statunitense.

## Biografia
Nacque a Pittsburgh nel 1909 da Roger e Gladys Dowling. Il suo nome all'anagrafe era Lois Darlington Dowlin. Restò presto orfana di padre, che morì in un incidente d'auto l'anno seguente la nascita di Lois. La madre Gladys si sposò quasi subito con Timothy Moran, che morì di spagnola prima di partire per oltreoceano durante la prima guerra mondiale. Gladys, di origini tedesche e discendente diretta del celebre poeta romantico Friedrich von Schiller, volendo il meglio per sua figlia, mandò, nel 1919, Lois in Europa, facendola abitare in un hotel di Parigi dove viveva lo scrittore James Joyce, e che si trovava anche in prossimità della casa della scrittrice Gertrude Stein. La dodicenne Lois ballò per due anni all'Opéra national de Paris, incantando il pubblico parigino.

### Carriera cinematografica
Come conseguenza della sua notorietà, diversi celebri fotografi del tempo, quali Man Ray, gareggiarono per immortalarla nei loro ritratti, alcuni dei quali attrassero l'attenzione del regista francese Marcel L'Herbier. Riconoscendo il potenziale talento della giovane, L'Herbier la scritturò per due film: La Galerie des monstres (1924), a fianco di Jaque Catelain, e Il fu Mattia Pascal (1926), accanto a Ivan Mosjoukine. Dietro incoraggiamento della madre, la giovane Lois inviò alcune sue fotografie al produttore statunitense Samuel Goldwyn e al regista D.W. Griffith.
Goldwyn si recò in Europa nel 1925 alla ricerca di nuovi talenti e incontrò Lois. Assistendo ai suoi due film francesi, ne restò favorevolmente colpito. Fu così che la scritturò per un Romeo and Juliet in preparazione, dove avrebbe dovuto recitare a fianco di Ronald Colman, ma la pellicola non venne mai realizzata. Tuttavia Goldwyn le offrì il ruolo di Laurel, protagonista di quello che sarebbe poi stato uno dei più celebrati film del cinema muto, Stella Dallas (1925). Indecisa se accettare o meno la proposta del produttore, Lois partecipò alla rappresentazione teatrale di Marc Connelly The Wisdon Tooth ad Atlantic City, accettando dopo lo spettacolo la parte offerta da Goldwyn.

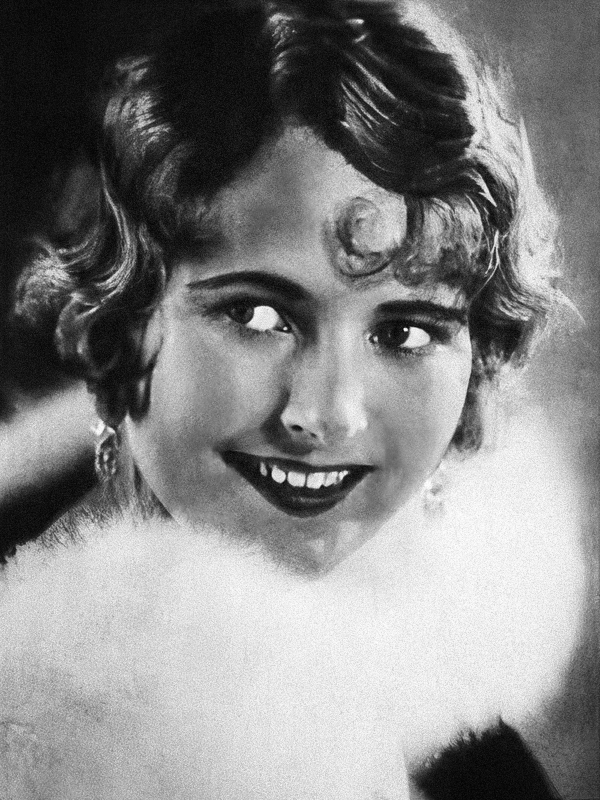
Lois Moran nel 1930

Lois raggiunse la fama molto velocemente: Stella Dallas, che uscì nel 1925, incontrò un grande successo anche grazie all'accurata campagna pubblicitaria del produttore. Come già accaduto in precedenza per Lili Damita, proveniente dall'Europa, Goldwyn aveva organizzato una spettacolare campagna pubblicitaria, basata sulla freschezza e la spontaneità di Lois Moran, strategia per la quale il produttore pretese una precisa clausola sul contratto, che richiedeva l'obbligo per la giovane attrice di non perdere mai la sua immagine genuina e spontanea.
La lungimiranza di Gladys fece sì che il contratto con la Warner prevedesse un solo film, permettendo a Lois di poter accettare liberamente qualsiasi altro contratto volesse scegliere in seguito. Nel 1926 l'attore Richard Barthelmess richiese la partecipazione di Lois nella pellicola Just Suppose, che ottenne un discreto successo, cui seguì l'annuncio della futura partecipazione dell'attrice a un nuovo film (evento tuttavia mai verificatosi). Lois partecipò a diversi altri film per le maggiori case produttrici quali la Paramount o la MGM, tra i quali Il capitano di Singapore, un dramma interpretato al fianco di Lon Chaney.
Nel 1927 firmò un contratto con William Fox, per il quale collaborò in 15 pellicole fino all'inizio degli anni trenta, passando senza problemi dal muto al sonoro, anche grazie ai corsi di dizione e recitazione frequentati sia a Parigi che a Hollywood.
Durante gli ultimi due anni di permanenza a Hollywood, lavorò in pellicole per studios diversi dalla Fox. Nel 1930 fu al fianco di Al Jolson Nomadi del canto. Nonostante non avesse risentito dell'avvento del sonoro, l'attrice restò tuttavia legata ad un'immagine ingenua dalla quale non riuscì ad affrancarsi, il che condizionò in maniera significativa la sua carriera cinematografica. Dopo il matrimonio con Clarence M. Young, celebrato nel 1935, si ritirò dalla scene.

### Morte
Lois Moran morì il 13 luglio 1990, all'età di 81 anni, al Kachina Point Health Center di Sedona, a causa di un cancro. Il suo corpo fu cremato e le ceneri disperse.

## Riconoscimenti
- Young Hollywood Hall of Fame (1920's[2])

## Filmografia

### Cinema
- La Galerie des monstres, regia di Jaque Catelain (1924)
- Hot Air, regia di Norman Taurog (1924) - cortometraggio
- Stella Dallas, regia di Henry King (1925)
- Camille, regia di Ralph Barton - cortometraggio (1926)
- Amore in quarantena (Just Suppose), regia di Kenneth S. Webb (1926)
- The Reckless Lady, regia di Howard Higgin (1926)
- Il fu Mattia Pascal (Feu Mathias Pascal), regia di Marcel L'Herbier (1926)
- Il capitano di Singapore (The Road to Mandalay), regia di Tod Browning (1926)
- Padlocked, regia di Allan Dwan (1926)
- Prince of Tempters, regia di Lothar Mendes (1926)
- L'ultimo porto (God Gave Me Twenty Cents), regia di Herbert Brenon (1926)
- The Music Master, regia di Allan Dwan (1927)
- The Whirlwind of Youth, regia di Rowland V. Lee (1927)
- Publicity Madness, regia di Albert Ray (1927)
- The Irresistible Lover, regia di William Beaudine (1927)
- Ancore d'oro (Sharp Shooters), regia di John G. Blystone (1928)
- Love Hungry, regia di Victor Heerman (1928)
- Il marito provvisorio (Don't Marry), regia di James Tinling (1928)
- The River Pirate, regia di William K. Howard (1928)
- Blindfold, regia di Charles Klein (1928)
- Il bacio di Giuda (True Heaven), regia di James Tinling (1929)
- L'ultimo dei Wiski (Making the Grade), regia di Alfred E. Green (1929)
- Belle of Samoa, regia di Marcel Silver (1929)
- Joy Street, regia di Raymond Cannon (1929)
- Behind That Curtain di Irving Cummings (1929)
- Words and Music, regia di James Tinling (1929)
- Sinfonia d'amore (A Song of Kentucky), regia di Lewis Seiler (1929)
- Nomadi del canto (Mammy), regia di Michael Curtiz (1930)
- Not Damaged, regia di Chandler Sprague (1930)
- The Dancers, regia di Chandler Sprague (1930)
- Under Suspicion, regia di A.F. Erickson (1930)
- Transatlantico (Transatlantic), regia di William K. Howard (1931)
- The Spider, regia di Kenneth MacKenna e William Cameron Menzies (1931)
- Gli uomini nella mia vita (Men in Her Life), regia di William Beaudine (1931)
- Risveglio (West of Broadway), regia di Harry Beaumont (1931)
- Ladies Not Allowed, regia di Joseph Santley (1932)
- Alice nelle città (Alice in den Städten), regia di Wim Wenders (1974)

### TV (parziale)
- The Christmas Story